# محمد خليل (لاعب كرة قدم)
محمد عبد الكريم محمد خليل من مواليد 5 أبريل 1998 هو لاعب كرة قدم فلسطيني محترف يلعب في مركز الظهير الأيسر مع نادي أساريا والمنتخب الفلسطيني.

## حياته مهنية
بدأ خليل مسيرته الكروية مع نادي البيرة في دوري الدرجة الثانية الفلسطيني عام 2015 وفي موسم 2016-2017 ساعدهم في الصعود إلى الدوري الممتاز في الضفة الغربية. وفي عام 2018 أمضى فترة لمدة عام مع نادي هلال أريحا قبل أن يعود إلى البيرة. وفي عام 2021 انتقل إلى نادي هلال القدس. وفي 7 يوليو 2022 مدد عقده مع هلال القدس لموسم آخر. وفي فبراير 2024 انتقل إلى نادي الأشرارة الليبي.

## دولياً
شارك خليل لأول مرة مع المنتخب الفلسطيني الأول في مباراة ودية انتهت بفوز فلسطين 2-0 على بنجلاديش في 15 يناير 2020. اختياره ضمن تشكيلة المنتخب لكأس العرب 2021.  تم اختياره ضمن التشكيلة النهائية لمنتخب فلسطين لكأس آسيا 2023. 

## روابط خارجية
- محمد خليل  على سكروي
- محمد خليل على فرق كرة القدم الوطنية.كوم